# Walther Georg Ehrbar
Walther Georg Ehrbar (* 13. Januar 1884 in Herisau; † 9. August 1960 ebenda) war ein Schweizer Grafiker und Maler.

## Leben
Walther Ehrbar erlernte wie sein Vater Emil Ehrbar (1858–1941) den Beruf eines Textilentwerfers. Nach der Ausbildung in St. Gallen bildete er sich von 1905 bis 1910 in Paris und New York weiter. Danach arbeitete er bis 1930 als selbständiger Textilentwerfer in St. Gallen und Teufen, wo er ab 1922 wohnte. 1924 heiratete er die Münchnerin Luise Katharina Stahl (1904–1948).
Wegen der Krise der Ostschweizer Textilindustrie verlagerte Ehrbar nach 1930 seine Tätigkeit auf die Gestaltung von Werbeplakaten. Daneben war er auch künstlerisch tätig. Seine Gemälde, Zeichnungen und Linolschnitte zeigen mehrheitlich Landschaften aus seiner Appenzeller Heimat.